# Mycomya flavicollis
Mycomya flavicollis är en tvåvingeart som först beskrevs av Zetterstedt 1852.  Mycomya flavicollis ingår i släktet Mycomya och familjen svampmyggor. Arten är reproducerande i Sverige. Inga underarter finns listade i Catalogue of Life.